# David Baird (politiker)

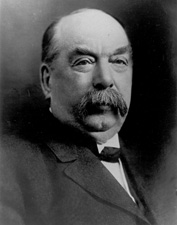
David Baird

David Baird, född 7 april 1839 i Londonderry, död 25 februari 1927 i Camden, New Jersey, var en irländsk-amerikansk politiker. Han representerade delstaten New Jersey i USA:s senat 1918-1919.
Baird växte upp i en familj av Ulsters skottar. Han utvandrade 1856 till USA och var verksam inom timmerbranschen i Maryland. Han flyttade 1860 till New Jersey och var där verksam även inom bankbranschen. Han gifte sig 1868 med Christiana Beatty. Han var sheriff i Camden County, New Jersey 1887-1889 och 1895-1897.
Senator William Hughes avled 1918 i ämbetet. Baird blev utnämnd till senaten och han vann fyllnadsvalet för att sitta kvar i senaten fram till slutet av Hughes mandatperiod i mars 1919. Han kandiderade inte till en hel mandatperiod i senaten.
Baird är begravd på Harleigh Cemetery i Camden County. Sonen David Baird Jr. var senator för New Jersey 1929–1930.